# Jimmy Bloomfield
James Henry Bloomfield, detto Jimmy (Londra, 15 febbraio 1934 – Chingford, 3 aprile 1983), è stato un allenatore di calcio e calciatore inglese, di ruolo attaccante.

## Biografia
Jimmy era lo zio di Ray Bloomfield, giocatore dell'Aston Villa, Atlanta Chiefs e Dallas Tornado.

## Carriera

### Calciatore
Formatosi nelle giovanili del Walthamstow Avenue, passa nel 1952 ai cadetti del Brentford con cui retrocede in terza serie al termine della Second Division 1953-1954.
Nella stagione 1954-1955 passa all'Arsenal, club militante nella massima serie inglese. Durante la sua militanza con i Gunners ottiene come miglior piazzamento il terzo posto finale First Division 1958-1959.
Nel 1958 è selezionato nel London XI per disputare la finale di ritorno della Coppa delle Fiere 1955-1958, persa per 6-0 contro il Barcelona XI.
Nel 1960 passa al Birmingham City, club in cui militò sino al 1964, vincendo anche la Football League Cup 1962-1963. Con il City giocò la finale della Coppa delle Fiere 1960-1961, persa contro la Roma. Con il suo club partecipò all'edizione seguente, fermandosi però agli ottavi di finale.
Nella stagione 1964-1965 ritorna al Brentford, ottenendo il quinto posto finale nella terza serie inglese.
Nel 1965 passa al West Ham Utd, con cui disputa la sua ultima stagione nella massima serie inglese, ottenendo il dodicesimo posto finale nella First Division 1965-1966.
Bloomfield chiuderà la carriera nelle leghe inferiori inglesi.

### Allenatore
Ha rivestito il ruolo di allenatore del Leyton Orient e del Leicester City.
Alla guida delle Foxes vince la FA Charity Shield 1971, sconfiggendo in finale il Liverpool. Il miglior piazzamento ottenuto da Bloomfield alla guida del Leicester City fu il settimo posto ottenuto al termine della First Division 1975-1976.

## Palmarès

### Giocatore

#### Competizioni nazionali
- Coppa di Lega inglese: 1

Birmingham City: 1962-1963

### Allenatore

#### Competizioni nazionali
- Charity Shield: 1

Leicester City: 1971
- Third Division: 1

Leyton Orient: 1969-1970